# Molsheim (quận)
Quận Molsheim là một quận của Pháp, nằm ở tỉnh Bas-Rhin, ở vùng Alsace. Quận này có 5 tổng và 69 xã.

## Các đơn vị hành chính

### Các tổng
Các tổng của quận Molsheim là: 
1. Molsheim
2. Rosheim
3. Saales
4. Schirmeck
5. Wasselonne

### Các xã
Các xã của quận Molsheim, và mã INSEE là: 
| 1. Altorf (67008)                      | 2. Avolsheim (67016)            | 3. Balbronn (67018)                 |
| 4. Barembach (67020)                   | 5. Bellefosse (67026)           | 6. Belmont (67027)                  |
| 7. Bergbieten (67030)                  | 8. Bischoffsheim (67045)        | 9. Blancherupt (67050)              |
| 10. Bœrsch (67052)                     | 11. Bourg-Bruche (67059)        | 12. Colroy-la-Roche (67076)         |
| 13. Cosswiller (67077)                 | 14. Dachstein (67080)           | 15. Dahlenheim (67081)              |
| 16. Dangolsheim (67085)                | 17. Dinsheim-sur-Bruche (67098) | 18. Dorlisheim (67101)              |
| 19. Duttlenheim (67112)                | 20. Ergersheim (67127)          | 21. Ernolsheim-Bruche (67128)       |
| 22. Flexbourg (67139)                  | 23. Fouday (67144)              | 24. Grandfontaine (67165)           |
| 25. Grendelbruch (67167)               | 26. Gresswiller (67168)         | 27. Griesheim-près-Molsheim (67172) |
| 28. Heiligenberg (67188)               | 29. Kirchheim (67240)           | 30. La Broque (67066)               |
| 31. Lutzelhouse (67276)                | 32. Marlenheim (67282)          | 33. Mollkirch (67299)               |
| 34. Molsheim (67300)                   | 35. Muhlbach-sur-Bruche (67306) | 36. Mutzig (67313)                  |
| 37. Natzwiller (67314)                 | 38. Neuviller-la-Roche (67321)  | 39. Niederhaslach (67325)           |
| 40. Nordheim (67335)                   | 41. Oberhaslach (67342)         | 42. Odratzheim (67354)              |
| 43. Ottrott (67368)                    | 44. Plaine (67377)              | 45. Ranrupt (67384)                 |
| 46. Romanswiller (67408)               | 47. Rosenwiller (67410)         | 48. Rosheim (67411)                 |
| 49. Rothau (67414)                     | 50. Russ (67420)                | 51. Saales (67421)                  |
| 52. Saint-Blaise-la-Roche (67424)      | 53. Saint-Nabor (67428)         | 54. Saulxures (67436)               |
| 55. Scharrachbergheim-Irmstett (67442) | 56. Schirmeck (67448)           | 57. Solbach (67470)                 |
| 58. Soultz-les-Bains (67473)           | 59. Still (67480)               | 60. Traenheim (67492)               |
| 61. Urmatt (67500)                     | 62. Waldersbach (67513)         | 63. Wangen (67517)                  |
| 64. Wangenbourg-Engenthal (67122)      | 65. Wasselonne (67520)          | 66. Westhoffen (67525)              |
| 67. Wildersbach (67531)                | 68. Wisches (67543)             | 69. Wolxheim (67554)                |